# Unión del Vegetal
El Centro Espiritual de Beneficencia de la Unión del Vegetal o União do Vegetal (UDV, por sus siglas en portugués para Centro Espírita Beneficente União do Vegetal) es una sociedad religiosa fundada el 22 de julio de 1961 por José Gabriel da Costa, o Mestre Gabriel, con el objetivo de promover la paz y “trabajar por la evolución del ser humano en el sentido de su desarrollo espiritual”, conforme consta en su reglamento interno. 
La institución cuenta hoy con más de 18.000 socios, distribuidos en más de 200 unidades, en todos los estados de Brasil, Perú y algunos países de Europa, América del Norte y Oceanía.
En sus sesiones, los asociados beben el té Hoasca, o ayahuasca, como también es conocido, buscando el efecto de concentración mental. En Brasil, el uso de la Hoasca en rituales religiosos fue reglamentado el 25 de enero de 2010 por el Consejo Nacional de Políticas sobre Drogas (CONAD) del Gobierno Federal Brasileño. Esa reglamentación establece normas legales para las instituciones religiosas que hacen uso responsable del té. 
La Suprema Corte de Estados Unidos, concedió a la Unión del Vegetal, por unanimidad, el derecho al uso del té Hoasca durante sus sesiones religiosas en todo el territorio estadounidense, en una audiencia realizada el día 21 de febrero de 2006.
Además de sus actividades religiosas, la UDV desarrolla también trabajos de beneficencia social. El Gobierno Federal concedió al Centro Espiritual de Beneficencia de la Unión del Vegetal el título de Entidad de Utilidad Pública, en el Diario Oficial de la Unión nº 139, del día 22 de julio de 1999.

## Historia
La Unión del Vegetal nació en las plantaciones de caucho del Amazonas, en la frontera entre Brasil y Bolivia. La religión fue fundada por José Gabriel da Costa (1922–1971), Mestre Gabriel, como es llamado por sus discípulos. El conoció el té Hoasca en 1959 a través de un señor llamado Chico Lourenço, que lo distribuía entre los extractores de caucho.
De acuerdo con la doctrina de la UDV, el Mestre Gabriel reconoció su misión espiritual la primera vez que bebió té. Ya en 1959, comenzó a distribuir el Vegetal, nombre que se usó para llamar al té Hoasca.
Dos años más tarde, el 22 de julio de 1961, Mestre Gabriel anunció la creación de la sociedad religiosa de la UDV. A partir de entonces, esa fecha comenzó a ser celebrada por la institución como el aniversario de su fundación.
El 31 de diciembre de 1964, Mestre Gabriel viajó con la familia a Porto Velho, capital del antiguo Territorio del Guaporé, en la actualidad el estado de Rondonia. Allí, la sociedad creada comenzó el trabajo de su consolidación como organización religiosa.
Al inicio de sus actividades, la UDV no tenía ningún registro oficial. La policía incluso arrestó indebidamente el Mestre Gabriel. Más tarde se hizo el registro de la Asociación de Beneficencia de la Unión del Vegetal (en portugués: Associação Beneficente União do Vegetal) y se publicó en el Jornal Alto Madeira un artículo titulado "La convicción del Maestro", una defensa pública de los principios y objetivos de la UDV.
El 29 de julio de 1968, Mestre Gabriel autorizó al discípulo Florencio Siqueira Carvalho para comenzar el trabajo de la UDV en Manaus, el primer paso para la expansión de la UDV en Brasil.
A principios de los años 70, en Porto Velho la Unión del Vegetal tuvo sus sesiones suspendidas temporalmente por la División de Seguridad y la Guardia Territorial Nacional. La organización presentó un recurso para reanudar sus actividades y comenzó a adoptar el nombre de Centro Espiritual de Beneficencia Unión del Vegetal (Centro Espírita Beneficente União do Vegetal).
El Mestre Gabriel falleció el 24 de septiembre de 1971, en Brasilia.
En el proceso de expansión de la UDV, la institución llegó gradualmente a las otras capitales del país. El 1 de noviembre de 1982 termina el traslado de la sede general de Porto Velho a Brasilia, con el fin de satisfacer las necesidades de desarrollo institucional del centro. Desde el año 2010, con la inauguración de la Planta de Distribución Autorizado de Aracaju, capital de Sergipe, la Unión del Vegetal está presente en todas las capitales de los estados brasileños.